# La Fille mal gardée
Ne doit pas être confondu avec La Fille mal gardée (téléfilm).

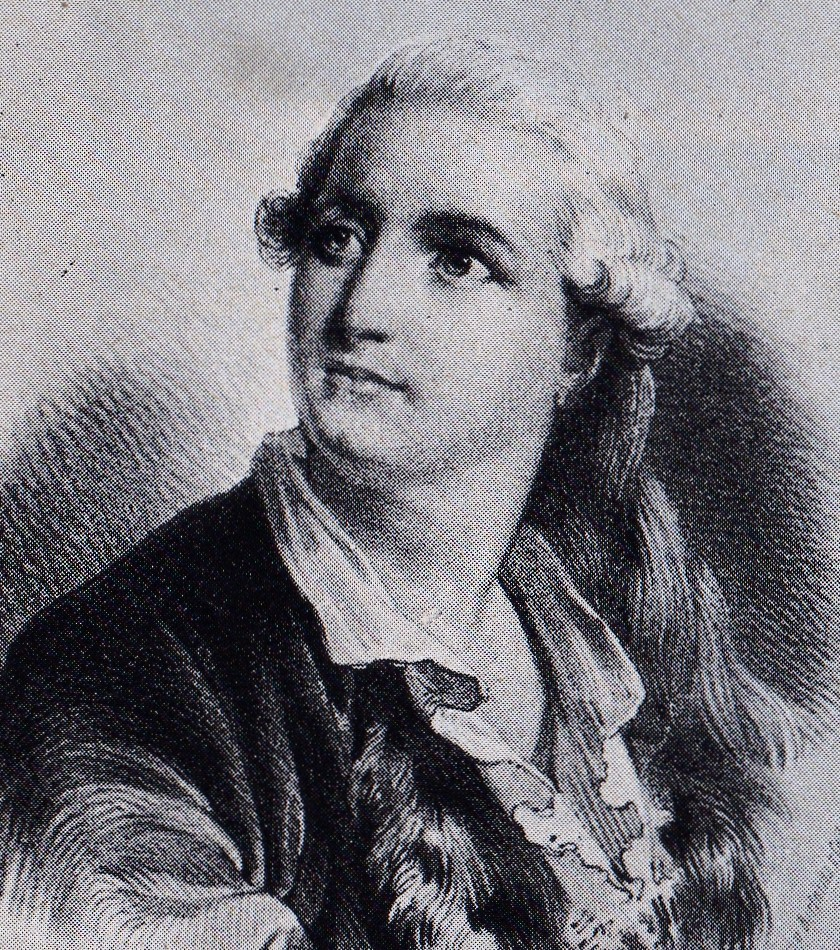
Jean Bercher dit Dauberval
(1742-1806)

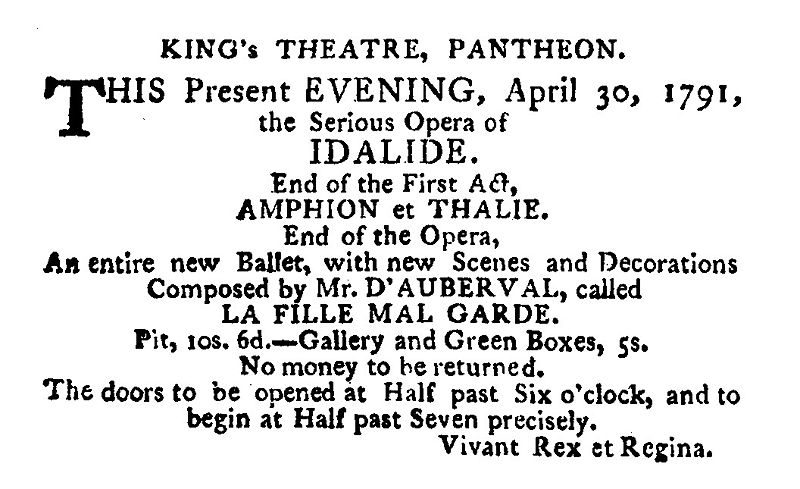
Affiche de la représentation de 1791 à Londres

La Fille mal gardée est le titre donné à plusieurs œuvres importantes qui reprennent, autant dans leurs formes musicales, ballets, pantomimes, opéras-comiques que dans leurs compositions, des extraits plus ou moins larges des précédents.
La première partition connue est un opéra-comique d'Egidio Duni en 1758 au Théâtre italien de Paris. Elle est suivie d'un ballet-pantomime champêtre de Jean Bercher, dit Dauberval au titre primitif de Le Ballet de la paille ou Il n'y a qu'un pas du mal au bien. Plus ancien ballet du patrimoine classique et l'un des plus importants du répertoire actuel, il est composé de deux actes et trois tableaux et a été créé le 1er juillet 1789 au Grand Théâtre de Bordeaux.

## Les opéras-comiques

### Egidio Duni
La Fille mal gardée d'Egidio Duni, livret de Justine Favart, représenté pour la première fois par les Comédiens Italiens ordinaires du Roi le 4 mars 1758, est considéré comme le premier opéra-comique qui « donne une forme autonome au genre, dans la mesure où il s'agit d'un opéra complètement composé qui ne recueille pas de pot-pourri ou d'air à la mode ». En cela, cette première œuvre est originale par rapport à toutes les versions suivantes qui intègrent systématiquement des mélodies et refrains à la mode.

### Pierre Gaveaux
En 1796, Pierre Gaveaux, à partir du livret de Dauberval apporté par Eugène Hus (le créateur du rôle de Colas), compose un opéra-comique en deux actes, Lise et Colin ou la surveillance inutile, donné le 4 août à Paris au Théâtre Feydeau. Cette version renommée La Fille mal gardée, remaniée par le chorégraphe Jean-Pierre Aumer, élève de Dauberval, est reprise le 13 février 1803 à l'Académie royale de musique, puis remontée pour l'Imperialen Hoftheater nächst der Burg de Vienne le 31 août 1809.

## Les ballets
Considérée comme l'un des sommets de la pantomime et de la danse, devenu de nos jours un classique, La Fille mal gardée est une œuvre aux multiples versions chorégraphiques et musicales, son titre même est très variable d'une version à l'autre : Lise et Colin, La Précaution inutile, Les Rivaux, La Fille rétive, Méchante Lisette…

### Jean Bercher, dit Dauberval

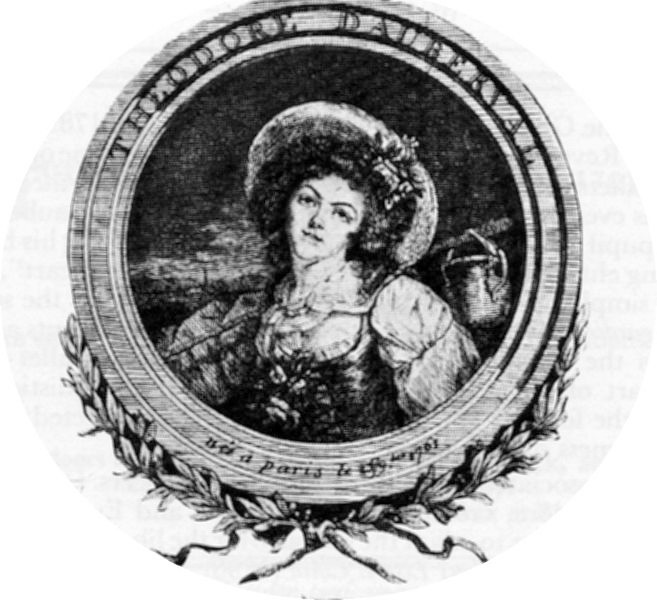
Mlle Théodore

Le ballet est donné pour la première fois le 1er juillet 1789 à Bordeaux sous le titre Ballet de la paille, ou Il n'y a qu'un pas du mal au bien. Dansé par Marie-Madeleine Crespé (de son nom de scène Mlle Théodore, épouse de Dauberval), qui interprète le rôle de Lison (l'actuelle Lise), Eugène Hus jouant celui de Colin (alias Colas dans les versions actuelles) et François Le Riche celui de la veuve Ragotte (actuellement Simone). Ce rôle de la veuve Simone est traditionnellement tenu par un homme dans toutes les versions.
La légende veut que l'idée du ballet vint à Dauberval en voyant une eau-forte de Pierre-Philippe Choffard (1730-1809) tirée d'une gouache de Pierre Antoine Baudouin intitulée La Réprimande. Une jeune fille querellée par sa mère. Le tableau représente une domestique en pleurs, les vêtements chiffonnés, grondée par une femme âgée dans une grange pendant que son amant monte en toute hâte les escaliers pour se mettre à l'abri dans le grenier tout en remontant sa culotte. Amusé, le maître de ballet aurait imaginé un scénario mettant en scène une Lison, un Colin et une Veuve Ragotte qui, par la suite, deviendront donc Lise, Colas et Simone.
À l'origine, la partition musicale consiste en un pot-pourri de 55 airs populaires français à la mode dont les auteurs ne nous sont pas connus. Ce ballet a été maintes fois repris, adapté et revisité jusqu'au XXIe siècle.
Après la représentation de Bordeaux, Dauberval change le nom du ballet pour le titre La Fille mal gardée et monte le spectacle au Pantheon Theater de Londres  le 30 avril 1791. Mlle Théodore reprend le rôle de Lise. Celui de Colas est confié au danseur Charles-Louis Didelot, élève de Dauberval. La version de 1789 est boudée par les musiciens du Pantheon Theater.

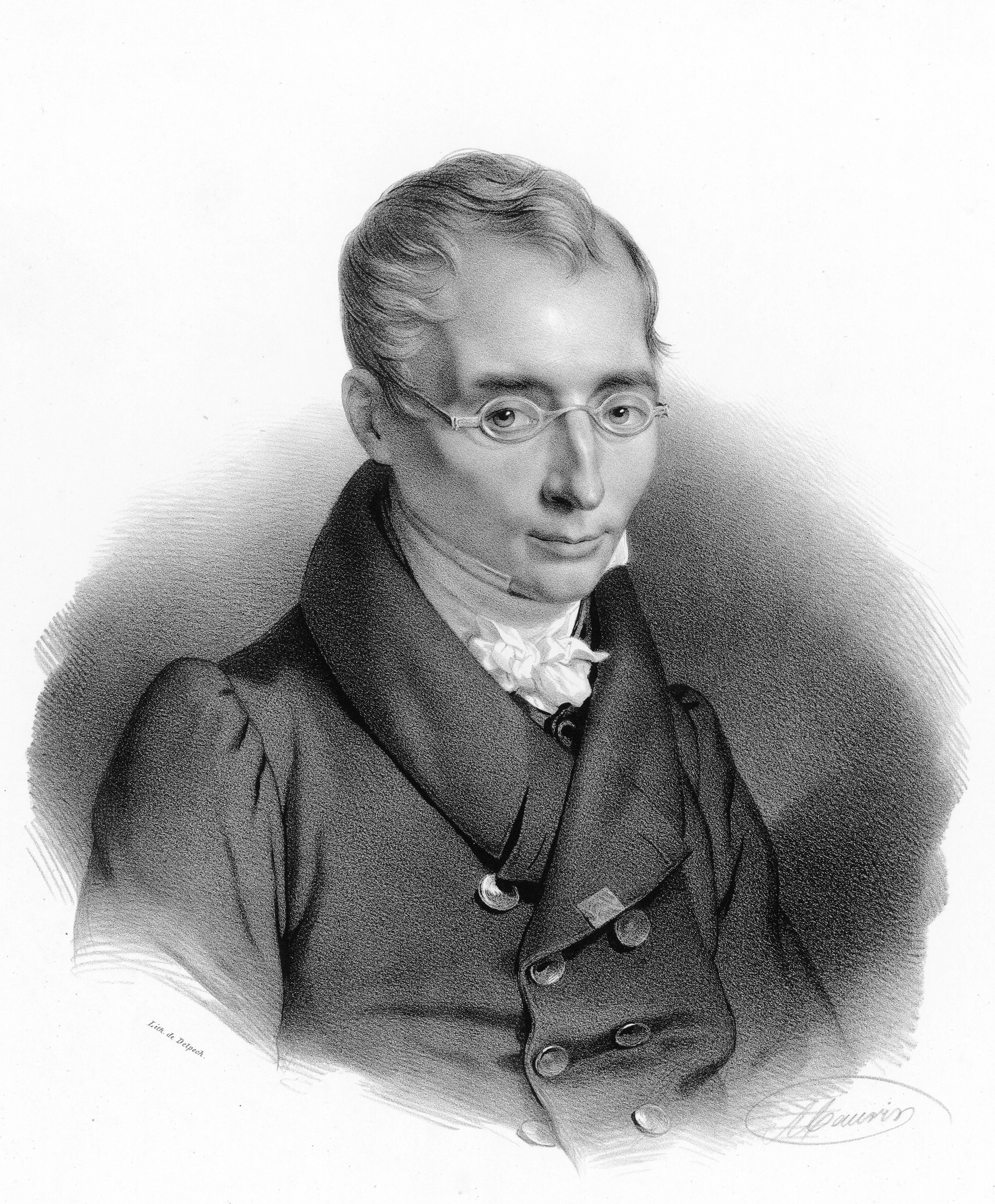
Ferdinand Hérold
(1791-1833)

### Ferdinand Hérold et Peter Ludwig Hertel
Devenu maître de ballet à l'Opéra de Paris, Jean-Pierre Aumer y fait jouer le 17 novembre 1828, une toute nouvelle version reprenant le titre La Fille mal gardée, avec Pauline Montessu dans le rôle-titre, Ferdinand Hérold s'étant acquitté de la partition. S'il reste quelques adaptations de l'original, on y trouve de nouvelles pages d'Hérold lui-même, mais on y entend également des musiques à la mode : l'ouverture et quelques airs du Droit du Seigneur, opéra de Jean Paul Égide Martini (plus connu pour son Plaisir d'amour), quelques airs de Rossini ou de Donizetti. En 1837, faisant ses débuts sur la scène de l'opéra de Paris dans une nouvelle production d'Aumer/Hérold, la célèbre ballerine autrichienne Fanny Elssler choisit elle-même quelques-uns de ses airs préférés, dansant par exemple sur L'Elisir d'Amore de Donizetti que le copiste Aimé-Ambroise-Simon Leborne de la bibliothèque de l'opéra orchestrera spécialement pour elle.
En 1864, Paul Taglioni, oncle de la légendaire ballerine Marie Taglioni, maître de Ballet à l'Opéra Royal de Dresde (Sächsische Staatsoper Dresden) de 1852 à 1856, présente sa propre vision de l'œuvre le 7 novembre 1864 sous le titre allemand Das schlecht bewachte Mädchen. Pour cette production, Taglioni fait appel à Peter Ludwig Hertel, compositeur de musique de ballet au Semperoper pour une toute nouvelle partition. Cette mouture connaît un succès retentissant pendant de nombreuses années.

## Les chorégraphies
Les deux compositions, celle d'Hérold et celle d'Hertel, avec bien sûr quelques extraits de la partition originale, serviront de base à une multitude d'arrangements, de réadaptations, versions longues ou courtes, chacun y retranchant ou y ajoutant des numéros suivant l'inspiration, l'engouement du public ou la mode du moment. Jusqu'à nos jours, La Fille mal gardée s'est "enrichie" d'extraits d'œuvres de Cesare Pugni, Ludwig Minkus, Mikhaïl Glinka, Léo Delibes, Riccardo Drigo, Anton Rubinstein, Gaetano Donizetti, Gioacchino Rossini entre autres. De nombreuses fois retouchée, remodelée, réécrite, la chorégraphie est devenue un classique du genre.
De la fin du XIXe siècle à nos jours, le ballet se présente sous quelques versions marquantes :
- celle, sous le titre  La Précaution inutile, de Marius Petipa et Lev Ivanov date de 1885 dans la capitale impériale pour le Tsar Alexandre III. À l'instar de nombreuses œuvres faisant partie du répertoire du Théâtre Impérial de Saint-Pétersbourg au début du XXe siècle, la version annotée par Petipa/Ivanov/Hertel de la Fille mal gardée est conservée dans le manuel des Notations et Méthodes de la Chorégraphie par Vladimir Stepanov[4].
- celle d’Achille Balbiani jouée à Paris sur la scène de l’Eden-Théâtre le 18 septembre 1886 avec Emilia Laus (Lise), Vittorio Natta (Colin), Mme Foriani (la mère Simone) Henri Agoust (le père Mathieu), Silène de Gaspari (Janot).
- celle provenant de la version du chorégraphe Alexandre Gorski au théâtre impérial Bolchoï le 20 décembre 1903. Gorski ajoute une variation pour le personnage de Lise dont le début est extrait du ballet Arlequinade de Riccardo Drigo, et la fin de Halte à la cavalerie de Johann Armsheimer. Cette version est celle retenue par plusieurs compagnies en Russie, Europe, Amérique du Sud et aux Caraïbes…
- celle de 1930, où un nouvel acte intitulé le Mariage de Lise et de Colas est ajouté au ballet. Cette version, due au compositeur/chef d'orchestre Alexandre Mosolov, fait entendre des extraits de l'Orpheus de Glinka.
- sept ans plus tard, au Théâtre Bolchoï à Moscou, celle du compositeur Pavel Feldt qui réalise un nouveau patchwork basé sur des musiques traditionnelles russes du XIXe siècle.
- en 1942, les Ballets russes de Monte Carlo montent à leur tour une production de l'œuvre et participent à sa diffusion à travers le monde.
- La Fille mal gardée est produit pour diverses compagnies européennes par Alexandra Balachova, qui a dansé l'héroïne Lise en Russie avant la Révolution. Cette version traditionnelle est conservée dans une partition chorégraphique réalisée par la choréologue Monica Parker pour l'Institut de choréologie, avec la collaboration de Balachova[5]. En 1946, Balashova est crédité comme chorégraphe sur une production de La Fille mal gardée à Londres[6]. En 1947, elle remonte, pour les Ballets russes de Monte-Carlo, dirigé par Serge Lifar en exil, La Fille mal gardée, dont le rôle vedette est tenu par Renée Jeanmaire[7].
- en 1985, Claude Bessy met en scène sa version de La Fille mal gardée pour le Ballet de l'Opéra national de Paris. Une nouvelle orchestration est proposée par le compositeur/chef d'orchestre d'opéra Jean-Michel Damase.
- en 1959, Frederick Ashton monte une production pour le Royal Ballet.

### La production de Frederick Ashton pour le Royal Ballet
En 1959, le chorégraphe Frederick Ashton crée une version entièrement inédite de La Fille mal gardée pour le Royal Ballet de Londres. La première a lieu le 14 septembre 1960. Lise est dansée par la ballerine Nadia Nerina. David Blair tient le rôle de Colas. Cette production déchaîne l'enthousiasme. D'un avis unanime, elle est considérée comme la version définitive de l'œuvre. Depuis lors, cette mise en scène est devenue un classique du répertoire de différents ballets dans le monde.
Ashton confie à John Lanchbery, chef d'orchestre et compositeur au Royal Opera House (Covent Garden) le soin d'orchestrer la partition.
Ashton et Lanchbery ressuscitent le pas du ruban au cours duquel Lise et Colas exécutent un délicieux « pas » intriqué mettant en œuvre un ruban en satin de couleur rose. Ashton a adapté cette figure du pas de deux de Fanny Elssler en inventant un spectaculaire dessin aérien. Ashton conserve également la séquence de mime connue sous le nom de Lorsque je serai mariée, passage que toutes les grandes ballerines de l'ancien temps ont interprété lorsqu'elles tenaient le rôle de Lise.
Ils introduisent également une fameuse « danse des claquettes ». Lanchbery se sert du leitmotiv de la veuve Simone tiré de la partition d'Hertel. Avec le concours d'Ashton naît un numéro humoristique interprété par Simone accompagnée de quatre ballerines : Lise chausse sa mère avec une paire de claquettes. Celle-ci ne peut résister et part dans un numéro aussi célèbre qu'endiablé au cours duquel les danseurs utilisent les chaussures sur pointes.
Cette production a été filmée en 1984 au Royal Opera House et, plus récemment, en 2005 avec Marianela Nuñez et Carlos Acosta dans les rôles principaux.
Lanchbery concocte un savant mélange musical pour la version d'Ashton. Conservant des extraits de la partition originale de 1789 comme matériau de base, il utilise des extraits de la partition d'Hérold de 1828 ainsi que des extraits d'œuvres d'autres compositeurs.
Liste des danses de la version de 1960 par Lanchbery :
Acte 1
- N° 1 : Introduction, extrait emprunté par Hérold à l'ouverture de l'opéra de Jean Paul Egide Martini Le Droit du Seigneur
- N° 2 : Danse du Coq et des Poules
- N° 3 : Lise et le Ruban (pas du ruban), emprunté par Hérold à l'Introduction, Pianissimo de l'opéra de Rossini Le Barbier de Séville
- N° 4 : Colas
- N° 4a : Solo de Colas
- N° 5 : Colas et Simone
- N° 6 : Villageois
- N° 7 : Simone et Lise
- N° 8 : Lise et Colas (pas du ruban), extraits de l'opéra de Martini Le Droit du Seigneur
- N° 9 : Villageoises
- N° 10 : Thomas et Alain, numéro incluant la danse exécutée en solo par Alain, composé par Lanchbery
- N° 11 : Départ pour la Moisson, composé par Lanchbery à partir d'éléments réarrangés
- N° 12 : Colas, réarrangement du n° 4
- N° 13 : Picnic, emprunté à la mise en scène originale de 1789, pas de Monsieur Albert, adapté par Lanchbery). Le pas de trois pour Lise, Colas, et Alain, est composé par Lanchbery
- N° 14 : Danse de la Flûte (emprunté à la version originale de 1789, pas des moissonneurs, adaptation Lanchbery
- N° 15 : Dispute, de Lanchbery à partir du n° 14
- N° 16 : Le Pas de deux de Fanny Elssler, extraits de l'opéra de Donizetti L'elisir d'amore, adaptés pour la ballerine Fanny Elssler par le copiste du théâtre Aimé-Ambroise-Simon Leborne à l'occasion de la représentation de La Fille mal gardée qu'elle donne au Théâtre de l'Académie Royale de Musique en 1837. Orchestration Lanchbery
- N° 17 : Simone, une introduction composée par Lanchbery pour les numéros suivants
- N° 17a : Danse des Claquettes, le seul thème musical emprunté par Lanchbery à la version de Peter Ludwig Hertel de 1864. Le thème de ce numéro sert de leitmotiv à la mise en scène de la veuve Simone dans la version de Hertel (1864)
- N° 18 : Danse du mai, emprunt à l'original de 1789, pas de M. Albert, arrangement Lanchbery
- N° 19 : Orage et Finale, transcription musicale d'un orage utilisée par Lanchbery, quasiment sans modification, à partir de l'opéra La Cenerentola de Rossini

Acte 2
- N° 20 : Ouverture
- N° 21 : Lise et Simone
- N° 22 : Filage, emprunté au ballet original de 1789, y compris pour les thèmes réarrangés et adaptés par Lanchbery
- N° 23 : Danse au tambour de basque (Aria con variazioni), emprunts à la version originale de 1789 adaptés par Lanchbery
- N° 24 : Les Moissonneurs
- N° 25 : Lorsque je serai mariée, aria Bell'alme generose extraite de l'opéra de Gioachino Rossini Elisabetta, regina d'Inghilterra. Il s'agit du seul emprunt fait à la version d'Hérold de 1828 qui n'ait pas été réorchestré par Lanchbery
- N° 26 : Retour de Simone
- N° 27 : Thomas, Alain et le Notaire
- N° 28 : Consternation et Pardon
- N° 29 : Pas de deux, une réadaptation et un réarrangement du n° 25
- N° 30 : Finale, composé par Lanchbery

Lanchbery a enregistré des extraits de sa musique tirée de la version d'Hérold en 1962 et en 1983. Il a également enregistré la totalité de son travail. Ce dernier n'a été publié qu'en 1991 par Decca (comme le précédent).
La version d'Ashton de 1960 a été interprétée par de nombreux corps de ballet à travers le monde. Elle est devenue la version « interprétée » par de nombreuses compagnies.

### Productions ultérieures
En 2007, l'Opéra de Paris demande à Alec Grant de superviser une mise en scène à partir de celle d'Ashton. La première a lieu à l'Opéra Garnier le 22 juillet 2007 avec la distribution suivante :
- Dorothée Gilbert: Lise
- Nicolas Le Riche : Colas
- Stéphane Phavorin : La veuve Simone
- Gil Isoart : joueur de cornemuse

### Reprise du ballet original de 1789 par le Ballet de l'Opéra de Nantes
En 1989, à l'occasion du bicentenaire de la Révolution, le Ballet de l'Opéra de Nantes reprend la production d'origine par Dauberval exécutée en 1789. La mise en scène est d'Ivo Cramér, un spécialiste du théâtre dansé de la fin du XVIIIe siècle et du début du XIXe, avec Jean-Paul Gravier à la direction artistique. Ils ont recherché assidument des éléments décrivant la production originale, dont des passages mimés, localisés à Stockholm. La mise en scène est restaurée à l'identique et la musique réorchestrée par les soins du chef d'orchestre Charles Farncombe. Le décorateur Dominique Delouche crée les décors et les costumes d'après les dessins originaux. La chorégraphie de Dauberval n'ayant pas été retrouvée, Cramér a redécrit les mouvements des danseurs d'après des danses de l'époque. Cramér a également réinséré le final original du ballet au cours duquel les interprètes chantent le refrain Il n'est qu'un pas du mal au bien. Cette production est présentée sous son titre original Le Ballet de la paille. Elle sera reprise en 1993 par le Ballet du Rhin basé à Mulhouse, sous la direction de Jean-Paul Gravier.

## Les personnages

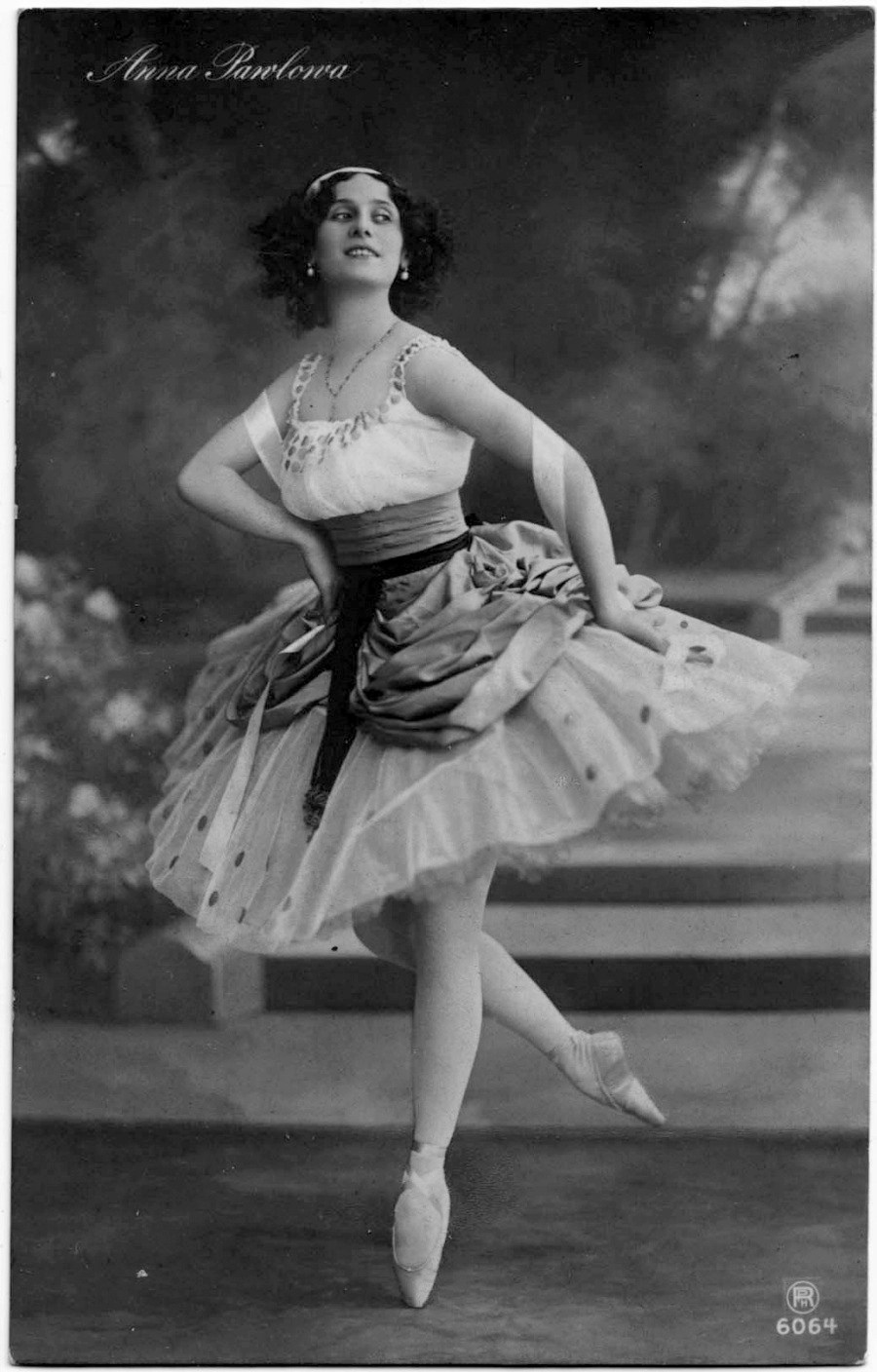
Anna Pavlova (1881-1931)
Dans La Fille mal gardée (1912)

| Personnage             | Rôle                                                       | Interprète de la création (1789) | Interprète de la version de 1984 |
| ---------------------- | ---------------------------------------------------------- | -------------------------------- | -------------------------------- |
| Lise                   | La fille mal gardée                                        | Mlle Théodore                    | Lesley Collier                   |
| Colas                  | Amoureux de Lise                                           | Eugène Hus                       | Michael Coleman                  |
| La veuve Simone        | Mère de Lise (traditionnellement interprétée par un homme) | François Le Riche                | Brian Shaw                       |
| Alain                  | Prétendant éconduit                                        | .                                | Garry Grant                      |
| Thomas                 | Père d'Alain                                               | .                                | Leslie Edwards                   |
| Un notaire             | .                                                          | .                                | .                                |
| Fermiers               | Amis de Lise et de Colas                                   | .                                | .                                |
| Un coq et trois poules | .                                                          | .                                | .                                |

## Argument
Lise, l'héroïne et fille unique de Simone, une veuve propriétaire d'une ferme prospère, est amoureuse de Colas, un jeune berger désargenté. Cela contrarie sa mère qui a pour elle d'autres ambitions. Simone voudrait la marier à Alain (parfois nommé Nicaise) fils d'un vigneron cossu, l'opulent Thomas. Espiègle et tenace, elle finit par triompher après mille ruses et détours. Colas l'enlève tandis que gronde l'orage et que Nicaise s'envole emporté par son ombrelle.

### Acte I
La cour de ferme
Le coq chante et sort du poulailler accompagné de ses poules. Il annonce l'aube d'une nouvelle journée bien remplie à la ferme. Lise, déçue de ne pas voir Colas, laisse un ruban noué dans un lacs d'amour en gage de sa loyauté. Colas le trouve et l'attache à son bâton de berger. Les amoureux se retrouvent mais sont interrompus par Simone qui occupe sa fille en lui faisant battre du beurre. Colas entre en catimini et se cache au grenier. Il rejoint Lise dès Simone partie. Ils se partagent le travail mais l'oublient alors qu'ils se déclarent leur amour.
Les filles de ferme invitent Lise à jouer avec elles mais la fille de Simone a manifestement l'esprit ailleurs. Sa mère, méfiante et vigilante, la prend par le bras et la gronde. Sur ces entrefaites arrive le riche et ostentatoire Thomas, riche propriétaire de vignobles. Il est accompagné de son fils Alain. Simone qui connaît la nature de leur mission congédie Lise. Thomas demande la main de cette dernière pour son fils. Alain, maladroit et faussement timide, montre ce dont il est capable et se livre à une série de pitreries. Lise se montre à la fois amusée et choquée et ne s'intéresse absolument pas au fils du vigneron. Ils partent faire la moisson.

### Acte II
Le champ de blé
C'est l'époque de la moisson. Après les travaux des champs, les moissonneurs, Colas à leur tête, se détendent en dansant joyeusement. Lise et Alain dansent lorsque Colas intervient. La jeune fille exprime alors nettement sa préférence. L'un des moissonneurs joue de la flûte pour le plus grand plaisir de tous. Alain veut jouer à son tour. Il s'attire les quolibets des moissonneurs. C'est son père, indigné, qui vient le sauver du chahut. Colas a maintenant le champ libre et danse avec Lise sous l'œil de Simone. Tous sont interrompus par un orage qui les éparpille.
Intérieur de la ferme
La mère et la fille, trempées par l'orage, sont de retour à la ferme. Elles s'assoient pour filer. La mère pense que le travail devrait calmer Lise. Elle est gagnée par le sommeil et Lise, qui a aperçu Colas au portail essaye de lui en subtiliser la clef. Simone se réveille et, pour ne pas se rendormir, joue du tambourin pour faire danser sa fille. Les coups de tambourin faiblissent, deviennent anarchiques; la tête dodeline et Simone s'endort. Lise court au portail et murmure quelque chose à Colas. Le bruit des moissonneurs qui viennent se faire payer réveille Simone. Elle dit à sa fille de continuer ses travaux et va servir à boire aux moissonneurs. Lise, se croyant seule, rêve aux délices de la vie conjugale. Colas ne peut plus résister et, sortant de sa cachette, surprend Lise. Les deux amoureux se déclarent mutuellement leur flamme. Ils échangent un foulard comme gage. Simone réapparaît sur ces entrefaites. Lise pousse Colas dans sa chambre. La mère, toujours méfiante, se rend compte que les amoureux se sont rencontrés et enferme Lise à double tour dans sa chambre. Alain et son père arrivent avec un notaire pour signer le contrat lorsque Colas et Lise sortent de la chambre. Les amoureux demandent pardon à Simone et implorent sa bénédiction. En dépit de la fureur d'Alain et de son père, elle finit par céder dans la réjouissance générale.

## Les grands interprètes

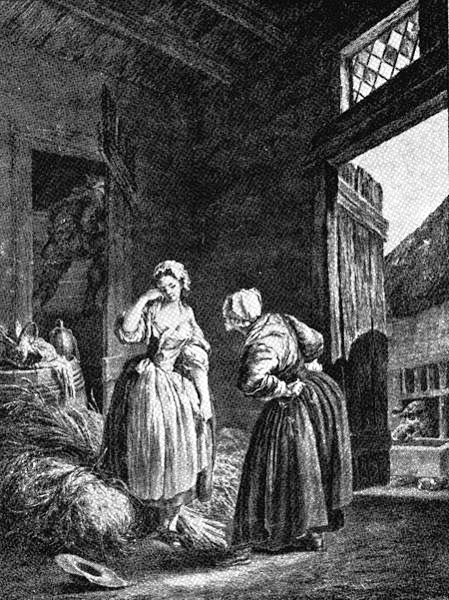
Eau-forte de Choffard qui aurait inspiré Dauberval pour écrire La Fille mal gardée
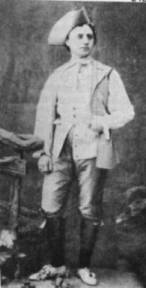
Pavel Gerdt dans le rôle de Colas. Représentation de La Fille mal gardée au Théâtre Bolchoï Kamenny, Saint-Pétersbourg, Russie, circa 1865
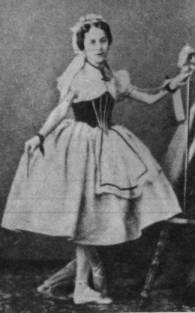
La ballerine Anna Prikhounova dans le rôle de Lise. Mise en scène de Jules Perrot. Saint Pétersburg, Russie, circa 1865
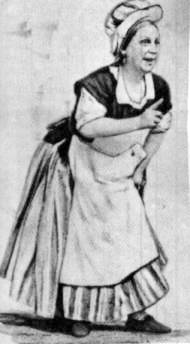
Vassili Gueltzer dans le rôle de la Veuve Simone. Mise en scène de Jules Perrot. Saint-Pétersbourg, circa 1865.
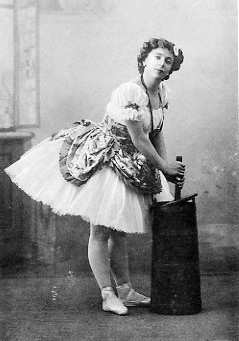
Olga Preobrajenska dans le rôle de Lise. Production de Petipa et Ivanov. Saint-Pétersbourg, Russie, 1899
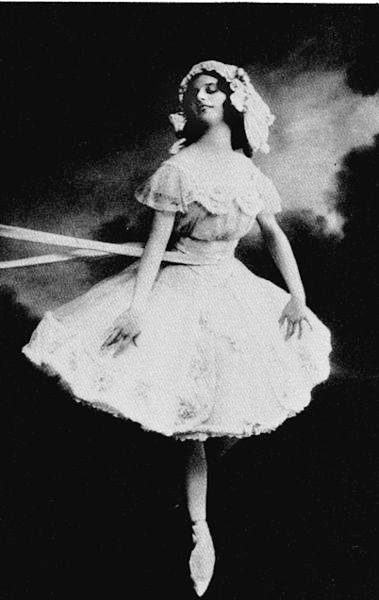
Anna Pavlova dans le rôle de Lise. Mise en scène de Petipa et Ivanov. Saint-Pétersbourg, circa 1910.
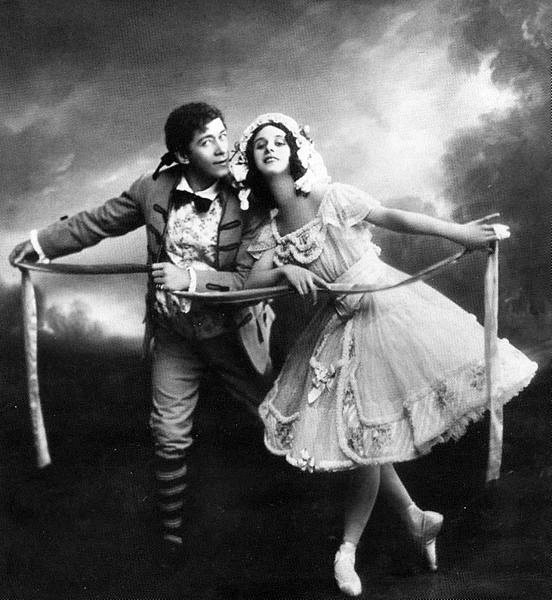
Anna Pavlova dans le rôle de Lise et Nikolai Legat dans celui de Colas. Le Pas du Ruban dans la mise en scène de Petipa et Ivanov. Saint-Pétersbourg, circa 1910
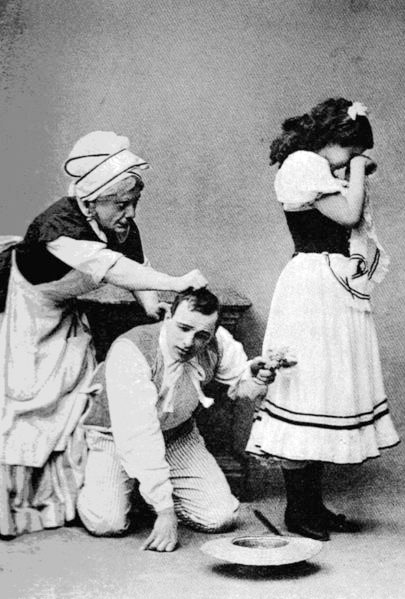
Vladimir Riabtzev dans le rôle de la Veuve Simone (ru: Marceline), Mikhail Mordkin dans le rôle de Colas, et Sofia Fedorova dans celui de Lise. Mise en scène d'Alexandre Gorsky. Moscou, circa 1915.

## Discographie
CD
À ce jour (juillet 2008 il n'existe que des enregistrements du travail de Lanchbery de 1960 (qui est une transcription et une adaptation de la version d'Hérold) ainsi que quelques extraits de la version d'Hertel (1864).
- Pas de deux - L'expérience du ballet plus une autre version du Pas de deux extrait de la version Hertel-1864 ; Boris Spassov ; Orchestre de l'Opéra national de Sofia. CD Capriccio 67 012 paru en 2002.
- Orchestre du Bolchoï - Ballet de Gala ; Georgi G. Zhemchushin ; Orchestre du Théâtre du Bolchoï. Cet enregistrement renferme le traditionnel La Fille mal gardée, pas de deux de Hertel, familier à la plupart des danseurs. La variation féminine est tirée du ballet de Riccardo Drigo, Les Millions d'Arlequin(1900). La coda est tirée de la version de Johann Armsheimer d'après La Halte de la Cavalerie de Marius Petipa (1896). Ce CD fait partie d'une collection de 10 vendue sous le titre de Original Bolshoï Theater Orchestra, CD PILZ.
- La Fille mal gardée - Extraits ; John Lanchbery ; Orchestre du Royal Opera House. Ce CD contient des extraits de la version Lanchbery-1960 (adaptation de la version d'Hérold-1828. Cet enregistrement est apprécié des mélomanes pour son exceptionnelle qualité sonore. Initialement publié sur disque « vinyle » en 1962 (DECCA SXL 2313), l'enregistrement est maintenant disponible sur CD depuis 1993. DECCA 430 196-2.
- La Fille mal gardée - Extraits du ballet : Barry Wordsworth ; Orchestre Philharmonique Royal de Liverpool. Contient également des extraits de la version Lanchbery-1960. À l'origine publié sur disque « vinyle » en 1983, ce titre est maintenant disponible sur CD depuis 1988 chez EMI Digital CDC
- Hérold - La Fille mal gardée / Lecocq - Mam'zelle Angot ; Orchestre du Royal Opera House ; John Lanchbery. Cet enregistrement est le seul qui contienne la partition complète de La Fille mal gardée dans sa version John Lanchbery, 1960 (adaptation de celle de Hérold, 1828). Ce CD contient en outre l'enregistrement de Mam'zelle Angot de Charles Lecocq dans l'arrangement qu'en a fait Gordon Jacob. Richard Bonynge est à la tête du National Philharmonic Orchestra. Édition princeps sur disque « vinyle ». Disponible depuis 1991 sur CD, DECCA 430 849-2.

DVD
- NVC Arts (DVD) : Lesley Collier, Michael Coleman ; The Royal Ballet Covent Garden ; John Lanchbery, Orchestre du Royal Opera House ; ASIN B00005AR0A.
- Deutsche Grammophon (DVD) : Valentina Kozlova, Chris Jensen ; Basle Ballet, John Lanchbery, Wiener Symphoniker ; ASIN B000E5KOJ8.
- Opus (DVD) : Marianela Nuñez, Carlos Acosta ; Anthony Twiner, Royal Opera House.
- ABC : Fiona Tonkin, David Mc Allister ; The Australian Ballet.
- La Fille mal gardée ou Il n'est qu'un pas du mal au bien, chorégraphie d'Ivo Cramér, real. Dominique Delouche, Opéra de Nantes, éd. Doriane Films, 2013